# Homer Sevillský
Homer Sevillský (v anglickém originále The Homer of Seville) je 2. díl 19. řady (celkem 402.) amerického animovaného seriálu Simpsonovi. Scénář napsala Carolyn Omineová a díl režíroval Michael Polcino. V USA měl premiéru dne 30. září 2007 na stanici Fox Broadcasting Company a v Česku byl poprvé vysílán 1. února 2009 na stanici ČT2.

## Děj
Po útěku z kostela hledají Simpsonovi místo, kde by se naobědvali. Když vidí, že ve všech restauracích jsou dlouhé fronty, spatří cateringovou dodávku, která připravuje jídlo v jednom domě. Rodina se vplíží dovnitř a nacpe se jídlem, jenže pak zjistí, že se vplížili na pohřeb. Homer je požádán, aby dělal nosiče rakve. Na hřbitově Homer zápasí s rakví a spadne do prázdného hrobu, přičemž si poraní záda. V nemocnici doktor Dlaha Homera ošetří a chystá se mu udělat rentgen, aby mu zkontroloval obratle. Zatímco leží na zádech, Homer uslyší náklady na rentgen a řekne „D'oh!“. K překvapení všech zní Homerovo „D'oh!“ krásně a operně. Doktor Dlaha dojde k závěru, že když Homer leží na zádech, žaludek mu tlačí na bránici, což pomáhá pohánět jeho silný pěvecký hlas. 
Doktor Dlaha provádí Homera po nemocnici a on přitom zpívá „If Ever I Would Leave You“, aby pomohl zmírnit utrpení pacientů. Pan Burns zaslechne Homerův hlas a najme ho do role Rodolfa v Bohémě ve Springfieldské opeře. Přestože musí zpívat na zádech, Homer se rychle stane operní hvězdou. Homerova rostoucí sláva a úspěch mu získávají věrné fanoušky a on dává rady slavnému opernímu pěvci Plácidu Domingovi. 
Homer, Marge, Lenny a Carl sdílejí večeři k výročí svatby v příjemné restauraci. Marge říká Homerovi, že je ráda, že se stal slavným, ale chybí jí jejich soukromí. Poté, co Lenny a Carl odejdou, je Homer obletován obdivovatelkami. Marge toho má dost a vyrazí z restaurace, Homer ji následuje. Na ulici se Homer snaží usmířit s Marge, když vtom si Homera a Marge všimne velká skupina fanoušků a pronásleduje je. Homer a Marge jsou uvězněni v uličce; těsně předtím, než je dav dostihne, se objeví černě oděný motorkář na motorce, který Homera a Marge odveze do bezpečí. 
Doma Marge a Homer s překvapením zjistí, že tajemným jezdcem je žena – Julia Eldeenová. Julia, jež je také Homerovou fanynkou, vysvětluje, že jí vadí, jak ho všichni ostatní fanoušci neustále obtěžují. Navrhne jim, aby ji najali jako Homerovu manažerku, která by se o všechno postarala. Marge se ten nápad líbí a jde do kuchyně upéct slavnostní koláč. Když Marge odejde, Julia odhalí své skutečné záměry: stojí před Homerem nahá a říká, že ji může mít, kdykoli bude chtít. Vyhrožuje Marge, že pokud to řekne, řekne jí, že ji napadl. 
Ačkoli je Julia bláznivě posedlá Homerem, ukáže se jako skvělá předsedkyně fanklubu a Marge je ohromena její výkonností. Její neustálé sexuální návrhy donutí Homera, aby se postavil na nohy a Julii vyhodil, ta však přísahá, že se Homerovi pomstí. Druhý den při snídani si dá Homer misku cereálií a kobra ukrytá v krabici od cereálií se ho pokusí napadnout. Naštěstí kobru zneškodní tím, že s ní opakovaně švihne o ledničku. Líza dojde k závěru, že se ho Julia snaží zabít za to, že ji vyhodil. Nejlepší springfieldští policisté jsou nasazeni jako osobní strážci Homera. 
Když se Homer připravuje na další představení, Marge prosí šéfa Wigguma, aby představení zrušil, ale ten ji přesvědčí, že Homer bude v bezpečí, a vysvětlí jí, že operní dům je pod naprostým dohledem. Později, zatímco Homer vystupuje na jevišti, Marge a děti zůstávají na pozoru před Julií. Bart ji zahlédne v převleku za dirigentku a Marge s hrůzou sleduje, jak Julia do dirigentské taktovky nabíjí jedovatou šipku. Právě když se Julia chystá použít svou taktovku, Marge popadne lesní roh a použije ho k přesměrování šipky zpět na Julii. Po zásahu šipkou padá Julia k zemi a náčelník Wiggum zavolá své odstřelovače, aby ji dorazili. Všechny kulky minou, až na jednu; o vteřinu později spadne ze stropu obří lustr a zřítí se na Julii. Julia je odvezena sanitkou a přísahá, že se vrátí. Homer s rodinou zamíří domů a Homer oznámí, že odchází z opery, a vysvětlí, že ho napadá mnohem zábavnější věc, kterou může dělat na zádech: malování. Poté je ukázáno, že na strop svého obývacího pokoje namaloval verzi střechy Sixtinské kaple, kde on je Adamem a Marge Bohem. Při titulcích na černém pozadí hraje instrumentální verze písně „Se il mio nome saper voi bramate“ (kterou zpíval Homer v poslední operní scéně).

## Kulturní odkazy
Název dílu je odkazem na Lazebníka sevillského a Springfieldská opera připomíná operu v Sydney. Plácido Domingo v dílu tvrdí, že jeho přezdívka je „P Dingo“. Když Homer plácá kobrou o ledničku a podrží ji Maggie, aby se jí vysmála, odkazuje tím na scénu z Knihy džunglí. Homerův doprovod, Lenny a Carl, parodují seriál Vincentův svět. Julia zavírá oči a na víčkách odhaluje nápis „Love You“, což paroduje podobnou scénu z filmu Dobyvatelé ztracené archy.

## Přijetí
V původním americkém vysílání díl sledovalo v průměru 8,4 milionu diváků a skončil s ratingem Nielsenu 4,2 a 11% podílem na publiku.
Po odvysílání se epizoda setkala se smíšenými ohlasy televizních kritiků. 
Robert Canning ze serveru IGN udělil epizodě 4,5 z 10 bodů, když shledal zápletku vykonstruovanou a Homerovo podání písně „If Ever I Would Leave You“ nevtipným. Líbily se mu však úvodní scény epizody v kostele.
Richard Keller z TV Squad považoval díl za slušný s několika úsměvnými momenty, z nichž nejvtipnější byl okamžik, kdy se na Julii zřítí lustr. Pochválil také profesionální pěvecký hlas herce Dana Castellanety.
Patrick D. Gaertner ze serveru Puzzled Pagan napsal: „Nejsem si jistý, co přesně se s tímto dílem děje, ale tak nějak to se mnou nic neudělalo. Myslím, že hlavní problém spočívá v tom, že epizoda začala být zajímavá až v posledním dějství. Předpokládám, že myšlenka, že se Homer stane úspěšným operním zpěvákem, je fajn premisa, ale díl stráví tolik času nastavováním aspektu podivného pokládání, že když se tam hodí prvek šíleného stalkera, už je skoro u konce. Kdyby v epizodě Homer objevil svůj talent dřív a pak věnoval větší část dílu tomu, jak se Homer vypořádává s úchylnou manažerkou fanklubu à la příběh o Seleně. Asi není fér stěžovat si na tuto epizodu kvůli tomu, co nebyla, ale prostě si myslím, že se díl v posledním dějství drasticky změnil v jiný příběh a dávalo by větší smysl vyprávět, kdyby se tato zápletka táhla celou epizodu. Ale Dan Castellaneta má docela skvělý hlas, i když dělá hlas Homera.“.
Epizoda byla v roce 2008 nominována na Cenu Sdružení amerických scenáristů, ale prohrála s dílem z předchozí řady Kill Gil – první a druhý díl.